# Jan Sweering
Johannes Hubertus „Jan“ Sweering (* 21. Juni 1909 in Amsterdam; † 18. Mai 1981 ebenda) war ein niederländischer Karambolagespieler. 1936 wurde er Weltmeister im Pentathlon und war 12-facher niederländischer Rekordhalter. Für verschiedene niederländische Zeitungen war er als Journalist tätig.

## Biografie
Jan wurde als Sohn von Simon Jozef Sweering, einem Restaurantbesitzer (* 3. April 1886; † 8. Januar 1922) und Maria Hillegonda Kok in Amsterdam geboren.
Er besuchte die Grundschule (Lager School), dann die Mittelschule (Meer Uitgebreid Lager Onderwijs) und schließlich die „Höhere Bürgerschule“ (Hogereburgerschool, HBS). Anschließend trat er in die Firma seines Vaters ein und wurde deren Direktor, nachdem sie 1937 in eine Aktiengesellschaft (N.V.) umgewandelt worden war. Am 30. Oktober 1930 hatte Sweering in Amsterdam Johanna Carolina Josephina Sweering (* 9. März 1907 in Leiden) geheiratet.

### Spielerkarriere
Sweering begann im Alter von 12 Jahren Billard zu spielen und zeigte sofort großes Talent dafür. 1926 wurde er Mitglied des Billardvereins „Insulinde“, um im selben Jahr an der niederländischen Meisterschaft teilnehmen zu können. Sweering war ein Allrounder im Karambolage und spielte Freien Partie, Cadre, Einband, Fünfkampf (Pentathlon) und später auch Dreiband. Er vertrat die Niederlande mehrfach bei Europa- und Weltmeisterschaften. Er wurde Weltmeister im Pentathlon und mehrfacher niederländischer Meister in verschiedenen Billarddisziplinen. Im Dezember 1930 nahm er in Amsterdam an einem internationalen Turnier der Freien Partie teil und wurde hinter Théo Moons und René Gabriëls Dritter. Für drei Jahre hielt er seit 1934 den Weltrekord im Einband mit einem Einzeldurchschnitt (ED) von 4,83, verbessert von Jacques Davin 1937 auf 5,00. Mit diesem Rekord wurde er Vizeweltmeister. Seinen größten Erfolg erzielte der 25-Jährige Sweering 1936 mit dem Gewinn des Fünfkampf-WM-Titels im französischen Malo-les-Bains mit einem Generaldurchschnitt (GD) von 30,32.
1955 bat er den Koninklijke Nederlandse Biljartbond (KNBB) ihn von der Liste der „Hauptklassespieler“ (oberste niederländische Liga) für Freie Partie und Cadre zu streichen, Sweering wollte sich von nun an verstärkt dem Dreiband widmen. Später ernannte ihn der KNBB zum Ehrenmitglied.
Sweering war nach seiner aktiven Spielerzeit, wie sein älterer Bruder Jakob (1907–1976), als Funktionär und Schiedsrichter des KNBB und dem Weltverband Union Mondiale de Billard (UMB) tätig.
Für verschiedene niederländische Zeitungen bzw. Fachmagazine, wie „Het Algemeen Handelsblad“, „Het Volk“, „de Biljart-Revue“, war er als Journalist tätig.

## Erfolge

### International
- Fünfkampf-Weltmeisterschaft:  1936  1938
- Einband-Weltmeisterschaft:  1934/2  1934/1
- Cadre-45/1-Weltmeisterschaft:  1934, 1935  1938
- Cadre-45/2-Weltmeisterschaft:  1936, 1939
- Cadre-45/2-Europameisterschaft:   1935

Quellen: 

### National
- Niederländische Meisterschaft im Cadre 45/1:  1967
- Niederländische Meisterschaft im Cadre 45/2:  1932, 1934, 1935, 1936, 1938, 1940, 1941
- Niederländische Meisterschaft im Cadre 71/2:  1941, 1942
- Niederländische Meisterschaft im Einband:  1951, 1954
- Niederländische Meisterschaft im Dreiband:  1943, 1944, 1953; (Hoofdklasse 1968, 1971)
- Niederländische Meisterschaft im Pentathlon:  1943, 1944

Quellen:KNBB-Archiv